# Porty lotnicze w Polsce

Porty lotnicze w Polsce, 2023, ruch pasażerski.

Porty lotnicze w Polsce – system cywilnych portów lotniczych w Polsce, wykorzystywanych do transportu pasażerskiego. W jego skład wchodzi 15 międzynarodowych portów lotniczych: WAW, KRK, GDN, KTW, WRO, WMI, POZ, RZE, SZZ, LUZ, BZG, LCJ, SZY, RDO, IEG.

## Największy port lotniczy
Największym portem lotniczym w Polsce jest Lotnisko Chopina w Warszawie.

## Pozostałe porty lotnicze
Sieć portów lotniczych, które w okresie gospodarki planowej miały odgrywać pomocniczą rolę w stosunku do stołecznego lotniska w Warszawie. Miały one przyjmować pasażerów przylatujących z zagranicy lub wylatujących za granicę przez Okęcie, które miało docelowo pełnić rolę węzła przesiadkowego dla całej Polski. Po liberalizacji rynku lotniczego w maju 2004, lotniska te rozwinęły swoje własne połączenia zagraniczne, zwłaszcza w oparciu o tzw. tanie linie lotnicze, takie jak np. easyJet, Ryanair, SkyEurope Airlines (wycofał się z Polski w 2008 r.), Centralwings (nie operuje od października 2008 r.), Wizz Air oraz Sprint Air.
Obecnie portu lotniczego nie mają w Polsce trzy województwa: opolskie, podlaskie i świętokrzyskie.

## Zarządzanie portami lotniczymi w Polsce
W 1987 r. powołano  Przedsiębiorstwo Państwowe „Porty Lotnicze”. Od 2023 działa jako jednoosobowa spółka akcyjna pod nazwą „Polskie Porty Lotnicze”.  PPL zarządza obecnie trzema portami lotniczymi: Warszawa, Zielona Góra i Radom. W pozostałych portach lotniczych w: Bydgoszczy, Gdańsku, Katowicach, Krakowie, Poznaniu, Rzeszowie, Szczecinie, Olsztynie i Wrocławiu, przekształconych w spółki prawa handlowego, PP „Porty Lotnicze” posiada udziały.
PP „Porty Lotnicze” nie posiada jedynie udziałów w spółkach: „Port Lotniczy Łódź im. Władysława Reymonta” oraz „Port Lotniczy Lublin”.

## Porty lotnicze istniejące obecnie
| Główne miasto dla portu | Województwo         | Gmina/miasto         | Nazwa toponomiczna (miejscowość/dzielnica) | ICAO | IATA | Nazwa portu lotniczego                                                   | Ofic. liczba pasażerów (2020) | Ofic. liczba pasażerów (2021) | Ofic. liczba pasażerów (2022) | Ofic. liczba pasażerów (2023) | Ofic. liczba pasażerów (2024) | Zmiana (2023 – 2024) |
| ----------------------- | ------------------- | -------------------- | ------------------------------------------ | ---- | ---- | ------------------------------------------------------------------------ | ----------------------------- | ----------------------------- | ----------------------------- | ----------------------------- | ----------------------------- | -------------------- |
| Warszawa                | mazowieckie         | Warszawa             | Okęcie (Włochy)                            | EPWA | WAW  | Lotnisko Chopina w Warszawie                                             | 5 473 224                     | 7 445 468                     | 14 389 143                    | 18 472 491                    | 21 261 806                    | 15,1%                |
| Kraków                  | małopolskie         | Zabierzów            | Balice                                     | EPKK | KRK  | Port lotniczy Kraków-Balice im. Jana Pawła II                            | 2 588 970                     | 3 065 957                     | 7 386 496                     | 9 399 281                     | 11 071 697                    | 17,8%                |
| Gdańsk                  | pomorskie           | Gdańsk               | Rębiechowo (Matarnia)                      | EPGD | GDN  | Port lotniczy Gdańsk-Rębiechowo im. Lecha Wałęsy                         | 1 697 406                     | 2 140 522                     | 4 559 480                     | 5 895 934                     | 6 698 533                     | 13,6%                |
| Katowice                | śląskie             | Ożarowice            | Pyrzowice                                  | EPKT | KTW  | Międzynarodowy Port Lotniczy Katowice w Pyrzowicach (Katowice Airport)   | 1 437 876                     | 2 311 586                     | 4 406 241                     | 5 594 130                     | 6 365 359                     | 13,8%                |
| Wrocław                 | dolnośląskie        | Wrocław              | Strachowice                                | EPWR | WRO  | Port lotniczy Wrocław-Strachowice im. Mikołaja Kopernika                 | 1 003 066                     | 1 409 067                     | 2 868 012                     | 3 880 957                     | 4 467 264                     | 15,1%                |
| Poznań                  | wielkopolskie       | Poznań               | Ławica                                     | EPPO | POZ  | Port lotniczy Poznań-Ławica im. Henryka Wieniawskiego                    | 652 833                       | 1 045 751                     | 2 243 337                     | 2 776 893                     | 3 597 147                     | 29,5%                |
| Warszawa                | mazowieckie         | Nowy Dwór Mazowiecki | Modlin                                     | EPMO | WMI  | Port lotniczy Warszawa-Modlin                                            | 870 831                       | 1 455 315                     | 3 124 944                     | 3 399 650                     | 2 697 575                     | -20,7%               |
| Rzeszów                 | podkarpackie        | Trzebownisko         | Jasionka                                   | EPRZ | RZE  | Port lotniczy Rzeszów-Jasionka                                           | 234 355                       | 253 210                       | 683 299                       | 916 209                       | 1 072 593                     | 17,1%                |
| Szczecin                | zachodniopomorskie  | Goleniów             | Glewice                                    | EPSC | SZZ  | Port lotniczy Szczecin-Goleniów im. NSZZ „Solidarność”                   | 185 848                       | 181 849                       | 419 872                       | 477 464                       | 479 119                       | 0,3%                 |
| Łódź                    | łódzkie             | Łódź                 | Lublinek                                   | EPLL | LCJ  | Port lotniczy Łódź im. Władysława Reymonta                               | 75 275                        | 69 296                        | 179 926                       | 356 878                       | 431 142                       | 20,8%                |
| Lublin                  | lubelskie           | Świdnik              | Świdnik                                    | EPLB | LUZ  | Port lotniczy Lublin                                                     | 123 512                       | 107 423                       | 328 516                       | 396 951                       | 424 491                       | 6,9%                 |
| Bydgoszcz               | kujawsko-pomorskie  | Bydgoszcz            | Szwederowo                                 | EPBY | BZG  | Port Lotniczy im. Ignacego Jana Paderewskiego Bydgoszcz                  | 124 545                       | 95 118                        | 247 008                       | 358 230                       | 359 787                       | 0,4%                 |
| Warszawa                | mazowieckie         | Radom                | Sadków                                     | EPRA | RDO  | Port lotniczy Warszawa-Radom im. Bohaterów Radomskiego Czerwca 1976 roku | 0                             | 0                             | 0                             | 104 770                       | 112 629                       | 7,5%                 |
| Zielona Góra            | lubuskie            | Babimost             | Nowe Kramsko                               | EPZG | IEG  | Port lotniczy Zielona Góra-Babimost                                      | 19 266                        | 20 596                        | 41 543                        | 53 523                        | 82 467                        | 54,1%                |
| Olsztyn                 | warmińsko-mazurskie | Szczytno             | Szymany                                    | EPSY | SZY  | Port lotniczy Olsztyn-Mazury                                             | 61 114                        | 47 039                        | 111 305                       | 140 444                       | 68 661                        | -51,1%               |
| Suma                    | Suma                | Suma                 | Suma                                       | Suma | Suma | Suma                                                                     | 14 548 121                    | 19 648 197                    | 40 989 122                    | 52 223 805                    | 59 190 270                    | 13,3%                |

## Porty lotnicze istniejące w przeszłości
Lotniska obsługujące dawniej regularne połączenia pasażerskie.
| Białystok-Krywlany | Od 1945 r. przez krótki okres obsługiwało loty pasażerskie PLL LOT do Warszawy. |
| Częstochowa-Rudniki | W 1983 r. przez jeden sezon regularne połączenie obsługiwały PLL LOT. |
| Gdańsk-Wrzeszcz | Funkcjonowało jako cywilny port lotniczy do otwarcia lotniska w Rębiechowie w 1974 r. |
| Gdynia w Rumi-Zagórzu                                                                                                   | W latach 1935–1939 obsługiwało regularne połączenia PLL LOT (do 3000 pasażerów rocznie). |
| Katowice-Muchowiec | W latach 1929–1958 obsługiwało rejsowy ruch lotniczy, w tym pierwsze międzynarodowe połączenia w historii PLL LOT. |
| Koszalin-Zegrze Pomorskie                                                                                               | W latach 1965–1991 obsługiwało regularny krajowy ruch pasażerski oraz czarterowy. W szczytowym okresie z lotniska korzystało ponad 80 tys. pasażerów rocznie. |
| Kraków-Rakowice-Czyżyny                                                                                                 | Funkcjonowało jako cywilny port lotniczy w latach 1924–1963. |
| Olsztyn-Dajtki | Przed II wojną światową regularne połączenia obsługiwała Lufthansa (od 1926 r.), zaś po wojnie PLL LOT. |
| Słupsk-Redzikowo | Od 1920 r. do lat 30. przyjmowało loty pasażerskie niemieckich linii lotniczych. Od 1975 r. do początku lat 90. połączenia obsługiwały PLL LOT. |
| Szczecin-Dąbie | Obsługiwało loty pasażerskie w latach 1921–1939. W najlepszych latach jego prosperowania, utrzymywane były połączenia (bezpośrednie i pośrednie) z 70 miastami Europy. Po wojnie obsługiwało krajowe linie lotnicze do 1968 roku. |
| Warszawa-Mokotów | Od 1920 obsługiwało regularne loty pasażerskie. W 1930 r. lotnictwo cywilne przeniesiono na Okęcie. |
| Wrocław-Gądów Mały | Przed wojną obsługiwało loty rejsowe w latach 1921–1942. W latach 1946–1958 regularne loty cywilne obsługiwały PLL LOT. |
| Porty lotnicze na utraconych Kresach Wschodnich                                                                         | |
| Lwów-Lewandówka | Loty pasażerskie zainaugurowano w 1922 r. W okresie 1922–1928 linia lotnicza Aerolloyd/Aerolot przeprowadziła tu ponad 2000 rejsów, przewożąc ponad 5000 pasażerów. Stałe połączenie prowadziła tu także linia Aero, a od 1928 r. powstałe w wyniku połączenia obu tych firm PLL LOT. Lotnisko zostało zamknięte w 1929 r. |
| Lwów-Skniłów | Powstało w 1922 r. Funkcjonuje nadal jako Port lotniczy Lwów. |
| Wilno-Porubanek | Powstało w 1932 r. Funkcjonuje nadal jako Port lotniczy Wilno. |
| Niemieckie porty lotnicze obecnie w granicach Polski obsługujące połączenia pasażerskie jedynie przed II wojną światową | |
| Elbląg | Powstało w 1915 r. Obsługiwało połączenia m.in. do Gdańska, Szczecina, Królewca i Moskwy. |
| Gliwice-Trynek | Regularną komunikacje lotniczą rozpoczęto w 1925 r. Obsługiwano stąd loty do wielu miast w Niemczech oraz międzynarodowe, m.in. do Konstantynopola. |
| Gubin | Od 1929 r. obsługiwało regularne połączenia m.in. do Szczecina, Drezna, Norymbergi, Frankfurtu nad Odrą i Chociebuża. |
| Jelenia Góra | Powstało w 1927 r. Przed II wojną światową obsługiwało rejsy do większości głównych miast na terenie Niemiec. |
| Malbork | Pierwsze lotnisko w Malborku, które znajdowało się przy ulicach Zeppelin Weg i Flieger Weg – obecnie Portowej i Sportowej. W latach 1926–1934 posiadało regularne sezonowe połączenia lotnicze z Berlinem, Szczecinem, Słupskiem, Gdańskiem, Elblągiem, Olsztynem i Królewcem. |
| Nysa-Radzikowice | W latach 1927–1939 obsługiwało loty pasażerskie do Gliwic, Görlitz, Jeleniej Góry i Berlina. |
| Piła | Pierwsze lotnisko w Pile, które znajdowało się przy Selgenauer Chaussee – obecnie ul. Wojciecha Kossaka (nie należy mylić z drugim, nadal istniejącym lotniskiem). W listopadzie 1919 r. podjęto pierwszą próbę uruchomienia stąd lotniczego połączenia komunikacyjnego na trasie Berlin – Piła – Gdańsk – Królewiec, kolejną w grudniu 1920 r. i następną w 1925 r. Wszystkie te przedsięwzięcia okazały się jednak nierentowne i bardzo szybko ich zaniechano. |
| Szczecin-Krzekowo | W latach 1920–1927 obsługiwało regularne połączenia do Berlina, Gdańska, Rygi, Kłajpedy i Królewca. |

## Wzrost przewozów
Widoczna jest zmiana struktury przewozów lotniczych w Polsce: Warszawskie Okęcie straciło dominację w udziale w rynku na rzecz portów regionalnych. W 2008 r. porty regionalne obsłużyły 57,66% ogółu ruchu lotniczego w Polsce, natomiast Port Lotniczy im. Fryderyka Chopina w Warszawie 42,34%. W 2015 r. te proporcje wynosiły już 63,4% do 36,6% na korzyść portów regionalnych. Zmiana ta jest widoczna od 2005 r. w którym Warszawskie Okęcie obsłużyło 61%, a w 2006 – 48% wszystkich pasażerów korzystających z polskich lotnisk.
Polski rynek lotniczy nadal rozwija się szybko, od czasu wejścia Polski do Unii Europejskiej i pełnego otwarcia polskiego nieba, które to decyzje spowodowały większą aktywność przewoźników już operujących w Polsce. Pojawił się także szereg nowych – głównie niskokosztowych – dzięki czemu zwiększyły się liczba oferowanych połączeń i liczba przewiezionych pasażerów.
Według prognozy Urzędu Lotnictwa Cywilnego z 2006 r., w ciągu nadchodzących lat dynamika wzrostu miała być niższa niż w 2006, jednak nadal wyższa od średniej europejskiej. Za 13 lat liczba odprawionych pasażerów w Polsce miała wynieść 41 mln (w 2015 r. wyniosła 30,6 mln).

## Perspektywy nowych portów lotniczych
Od 2017 r. trwają prace nad stworzeniem nowego węzła transportowego tj. Centralny Port Komunikacyjny, położonego pomiędzy aglomeracjami: warszawską i łódzką.
Od 2009 r. władze województwa podlaskiego planowały i podejmowały próby wybudowania nowego regionalnego portu lotniczego. Sporna była lokalizacja portu (Nowosady, Topolany, Saniki). 16 stycznia 2017 r. odbyło się referendum wojewódzkie w sprawie budowy w woj. podlaskim regionalnego portu lotniczego, gdzie 117 790 osób zagłosowało za wybudowaniem, jednak referendum jest nieważne z uwagi na niską frekwencję 12,96%. Koszty budowy nowego portu szacowano na kwotę ok. 320 mln zł netto. Zarząd województwa zwrócił się o pomoc w finansowaniu portu z budżetu państwa, a Ministerstwo Infrastruktury i Budownictwa odpowiedziało, że nie dysponuje środkami budżetowymi, które mogłyby posłużyć jako wsparcie dla budowy i rozwoju nowego portu lotniczego. Lotnisko nie powstało w związku z problemami z uzyskaniem w terminie decyzji środowiskowej. Marszałek województwa Jerzy Leszczyński wskazał w 2017 r., że regionalny port lotniczy jest potrzebny, jednak woj. podlaskie nie ma dogodnej lokalizacji dla nowego portu oraz nie posiada środków na jego budowę, ani też możliwości pozyskania na ten cel środków z zewnątrz. Marszałek wskazał także, że referendum wykazało brak zainteresowania powstaniem obiektu w dużej części województwa, szczególnie w subregionach łomżyńskim oraz suwalskim, a duże zainteresowanie jedynie w aglomeracji białostockiej. Podał za możliwe rozwiązania szybką kolej do portu lotniczego w Warszawie, korzystanie z lotnisk miejskich dla małego ruchu lotniczego oraz pobliskie porty lotnicze. Wskazuje się, że zachodnia część województwa (powiat grajewski i powiat łomżyński) korzysta z portu lotniczego Olsztyn-Mazury, a Suwałki i powiat suwalski korzystają z portu lotniczego Kowno. Alternatywą dla Białegostoku byłoby otwarcie granicy z Białorusią i korzystanie z portu lotniczego Grodno.
Od 2006 r. władze Gdyni oraz gminy Kosakowo, planowały utworzenie portu lotniczego Gdynia-Kosakowo, jednak w 2017 r. zrezygnowano z otwarcia portu.

## Przewoźnicy
W 2018 największy udział w rynku miały: Ryanair (28,71%), Polskie Linie Lotnicze LOT (26,09%), Wizz Air (21,66%), Lufthansa (5,61%), EasyJet (2,20%) i Norwegian Air Shuttle (2,08%). Najtańsi przewoźnicy mają ponad 50% udziału w rynku polskim.